# Comasco Comaschi
Comasco Comaschi (Cascina, 27 ottobre 1895 – Cascina, 19 marzo 1922) è stato un anarchico e ebanista italiano.

## Biografia
Nacque a Cascina in provincia di Pisa il 27 ottobre del 1895 da Ippolito e Virginia Bacciardi. Comasco si formò in un contesto cittadino che basava la propria economia sulla presenza di piccoli artigiani e sotto la guida del padre, che già dal 1880 era militante nel movimento anarchico. Sotto questa spinta ideologica divenne uno dei più importanti promotori della sezione locale della Pubblica Assistenza e insegnante alla scuola d'Arte di Cascina. Si propose anche di guidare il gruppo libertario dell'attuale comune di Pisa che proprio in questi anni fu estremamente attivo.
Divenne il leader della sezione di Cascina degli “Arditi del popolo” per la sua indole coraggiosa e la sua militanza coerente e tempestiva in un contesto storico successivo al Biennio Rosso che aveva determinato l'affermarsi dello squadrismo fascista in tutta Italia. Comasco era un giovane noto e stimato per la sua profonda umanità che lo aveva portato a lottare e schierarsi dalla parte degli umili e diseredati. Era “figlio spirituale di Leone Tolstoi e Pietro Gori” dai quali aveva appreso la profondità della dottrina umanitaria e l'alta dedizione morale. A testimonianza di questo, nel 1921, difese con estremo valore alcuni suoi allievi della Scuola d'Arte i quali erano stati minacciati da un gruppo di fascisti affinché aderissero al fascismo.

## Le prime reazioni antifasciste
I primi movimenti antifascisti nati spontaneamente negli anni successivi alla prima guerra mondiale, tra il 1919 e il 1921, non furono in grado di fronteggiare la situazione politica e sociale che stava prendendo forma e consistenza a seguito degli avvenimenti di respiro nazionale. Erano molte e varie le discordie che rendevano impossibile, ai vari movimenti, di unire le forze per combattere un nemico comune. Gli schieramenti politici, tra cui i repubblicani, non erano del tutto convinti di voler prendere parte alla contesa, i cattolici costituivano una forza politica quasi del tutto inesistente, i comunisti erano ancora pochi. Gli unici che avrebbero potuto far sentire più energicamente il proprio dissenso erano i socialisti che si limitarono però, in questa fase, ad “invitare” i coetanei a non drammatizzare la situazione. Restavano a fronteggiare apertamente il fascismo gli anarchici, i quali però erano praticamente fuori dibattito politico parlamentare.
A partire dal 1921 iniziarono i primi atti di violenza da parte delle squadre fasciste. Anche nella provincia di Pisa, come nel resto d'Italia, il connubio tra forze di polizia e i fascisti diventò sempre più aperto ed evidente. Il partito socialista, che era l'unico in grado di fronteggiare politicamente l'avanzata del nuovo regime, propendeva verso una linea politica rinunciataria e una reazione che vedeva nello sciopero lo strumento principe. L'11 febbraio del 1921, fu pubblicato su l'Ora Nostra, settimanale socialista pisano, un articolo di matrice socialdemocratica che invitava a rispondere alla violenza fascista tramite, appunto, una riduzione dell'impegno lavorativo. Nonostante le violenze fasciste continuarono ad aumentare e convogliarono nella nascita di numerosi Fasci di combattimento diffusi in tutta la provincia di Pisa. Il fascismo stava passando ad un'azione sistematica di indebolimento delle forze democratiche.
La prima vittima della violenza fascista pisana fu Enrico Ciampi, ucciso a San Casciano il 4 marzo del 1921. Insieme al figlio Silvio aveva lasciato il Partito Socialista ed aveva fondato a Barca di Noce un movimento antifascista, il più forte a livello locale. Proprio in questo periodo e in questo territorio la squadra fascista, guidata dal marchese Domenico Serlupi, terrorizzava i cittadini. In occasione di una rivolta antifascista nei pressi della villa Serlupi, il marchese aprì il fuoco e ferì Enrico Ciampi che morì a seguito delle ferite riportate. Il marchese Serlupi fu protagonista, dopo i fatti di Sarzana, di un'altra violenza fascista ai danni di Luigi Benvenuti, proprietario di una trattoria situata presumibilmente a San Frediano a Settimo, una piccola frazione del comune di Cascina, nella quale Serlupi e la sua squadra si ristorarono al ritorno dalle loro scorrerie nei pressi di Cascina, e dove obbligarono con la forza Benvenuti ad esporre la bandiera a lutto. Quest'ultimo fu ferito gravemente per essersi opposto a questo “ordine” e morì poche ore dopo presso l'Ospedale di Pisa; nello scontro però anche il Marchese venne ferito e morì il giorno seguente. Ne conseguì una repressione fascista spietata estesa a tutta la Provincia.
Un altro avvenimento che rese ancor più evidente quanto ormai l'ideologia fascista si fosse diffusa fu l'omicidio di Cammeo. Il 13 aprile un gruppo di giovani aspiranti fascisti, aiutati da alcune donne (tra cui si ricorda Nissim Rosselli), uccisero con due colpi di rivoltella il maestro Carlo Cammeo nel cortile della scuola dove stava tenendo lezione. Questo terribile delitto scosse fortemente l'opinione pubblica tanto che i partiti politici decisero di far fronte al pericolo fascista istituendo un Comitato Antifascista Unitario composto da comunisti, anarchici e socialisti.

L'Ora Nostra pubblicò un articolo per commentare l'accaduto il 15 aprile dello stesso anno:
Noi ricordiamo i fascisti, non giuriamo sul corpo esangue di Carlo Cammeo la vendetta.. È necessario che sia impressa nella mente dei bimbi terrorizzati la brutalità degli aggressori, che le donne, le nostre spose, i nostri figli, portino dinanzi agli occhi il cadavere di questo giovane generoso di 24 anni, che è stato ucciso senza ragione mentre compiva un dovere santo
L'azione delle forze antifasciste era però poco incisiva, non strutturata ed effimera tanto che Le violenze degli squadristi ripresero ad imperversare molto presto su tutto il territorio Pisano. Il comitato Antifascista Unitario si rivelò quasi del tutto inutile; era nato trascinato sulla scia di una reazione emotiva alla violenza e non aveva ancora una organizzazione pratica. Agli attacchi radi della resistenza erano conseguenti le dure spedizioni punitive delle squadre fasciste.

Cominciarono però, proprio in questi anni, i primi barlumi della Resistenza che sboccerà poi in tutta Italia tra il 1943 e il 1945. A Roma erano stati organizzati gruppi antifascisti chiamati “Arditi del popolo” con la funzione di opporsi alla violenza fascista. Queste organizzazioni si diramarono poi in tutta Italia pur rivelandosi poco efficaci dato che agivano senza armi perché ne erano stati privati dalle forze di polizia. Leo Valiani, giornalista, politico e storico italiano, fornisce questa definizione dell'organizzazione “Arditi del Popolo”:
il tentativo di dotare anche il proletariato…. Di un'organizzazione di combattimento, opposta a quella dei fasci, sotto il nome di “Arditi del Popolo”, non è stato ancora verificato nella sua effettiva consistenza fisica e negli appoggi che gli si attribuivano in certi ambienti ex-combattentistici, uno dei quali quello massonico..
In questo contesto di scontri e violenze politiche Comaschi aveva ricoperto un ruolo importante nell'organizzazione antifascista cittadina: era infatti tra gli organizzatori degli “Arditi del Popolo” di Cascina che contava almeno duecento componenti alla metà di agosto 1921 anche se in breve furono ridotti a soli 50 elementi. Tra le azioni di questo periodo, viene ricordato un avvenimento significativo che vide protagonisti Comaschi e alcuni suoi compagni che nell'agosto del 1921 irruppero durante la cerimonia di Fondazione del Fascio di Cascina, sventolando la bandiera nera del gruppo anarchico.

## L'omicidio
L'impegno antifascista di Comaschi portò a reazioni violente. Il suo omicidio fu, per così dire, preannunciato da una prima azione punitiva avvenuta circa 40 giorni prima della sua uccisione. Il 7 febbraio del 1922 venne infatti seguito e bastonato da 150 fascisti. Dopo questo fatto il fratello, Vasco, gli propose di fuggire da Cascina ma Comasco si rifiutò, sia per motivi lavorativi (non avrebbe potuto abbandonare la scuola nella quale insegnava), sia per motivi ideologici ed etici, perché si sarebbe ritenuto un vigliacco. La situazione politica e l'ordine pubblico di Cascina erano però estremamente gravi. L'agguato avvenne il 19 marzo del 1922, verso le ore 22, sul Fosso Vecchio (una piccola strada che ancora oggi collega Cascina alle varie frazioni cittadine che si trovano lungo la Tosco Romagnola fino a Navacchio), mentre il Comaschi stava tornando a casa dopo aver partecipato ad una riunione nella frazione di Marciana, accompagnato in calesse da alcuni suoi compagni (Bindi Pietro, Vagelli Guglielmo e Cateni Giovanni). Comasco venne colpito alla tempia da un colpo di rivoltella e morì immediatamente. Fu vano ogni tentativo di salvarlo nonostante i compagni lo avessero immediatamente trasportato alla Pubblica Assistenza di Cascina.
Negli atti processuali riguardanti l'omicidio sono contenuti tutti i dettagli dell'accaduto: sia relativamente al delitto sia sugli spostamenti appena precedenti l'agguato, non che il nome dei presunti colpevoli. Gli assalitori facevano parte di un gruppo proveniente da Marciana (lo testimoniano i bossoli della rivoltella rinvenuti nel punto in cui partirono gli spari dal lato sinistro della strada, adiacente alle campagne marcianesi), i quali erano a conoscenza dell'itinerario che avrebbero compiuto Comaschi e i suoi compagni. I movimenti di questi ultimi erano stati prevedibili, anche perché la loro presenza era stata notata, quella stessa sera, in vari locali della frazione di Marciana dove Comaschi si era recato destando un certo turbamento nell'ambiente fascista. Dalle prime indagini esperite dopo il delitto, risulta che mentre Comaschi si trovava con i suoi compagni nell'esercizio del Seppia a bere e a parlare entrarono alcuni fascisti come Damiani Pilade e Paoletti Vasco che chiesero appunto ad un amico di Comaschi cosa, quest'ultimo, fosse venuto a fare e riscontrando, di fatto, la sua presenza nel luogo.

### Il funerale

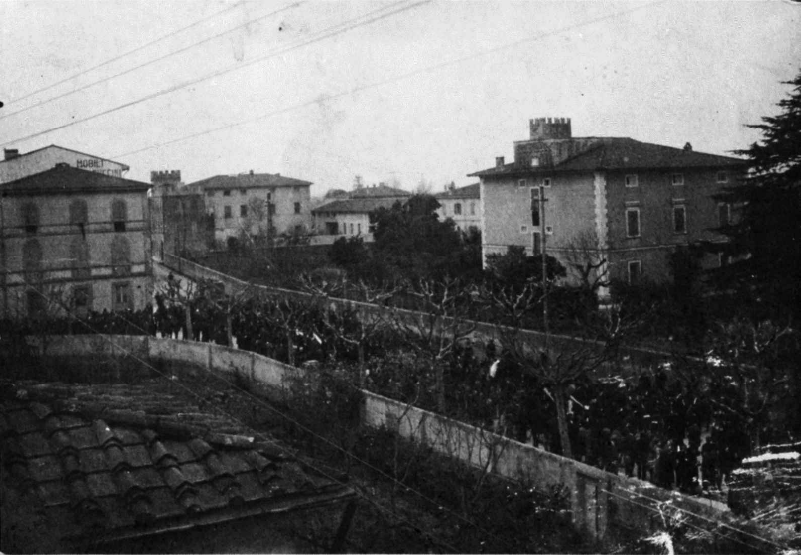
Funerali di Comaschi

Il giorno seguente la morte di Comaschi tutta Cascina fu in lutto. Fu indetto uno sciopero spontaneo per esternare la protesta e la rabbia dei cittadini e furono chiusi tutti i negozi. Il dolore così espresso dalla cittadinanza suscitò l'attenzione di molti quotidiani, locali e non, come La Nazione e L'Avanti che riportarono un'attenta descrizione di questi fatti. I funerali di Comaschi, ai quali presero la parola per l'ultimo saluto Gusmano Mariani, Pilade Caiani e il sindaco di Cascina, Giulio Guelfi, rappresentarono per la cittadina toscana l'ultima manifestazione “libera” prima dell'avvento effettivo del fascismo. Al funerale presero parte numerosissimi cittadini e lavoratori. Il quotidiano “Umanità nova” scrisse “Cascina era tutta parata in rosso e nero. Il corteo funebre ha attraversato le vie seguito da un'enorme folla commossa e piangente. Dalle finestre piovevano fiori, gettati da mani gentili, sulla cassa del martire. Oltre 60 corone seguivano il corteo. Ogni classe di cittadini, senza distinzione di partiti, si è unita alla manifestazione di cordoglio e protesta”.
Anche molti anni dopo altri giornalisti come Gusmano Mariani scrissero della vicenda Comaschi “fondatore di un circolo operaio in cui aleggiava lo spirito libertario con sala di lettura e biblioteca”,”giovane pieno di grande bontà, che nutriva tanto amore per i piccoli, questo spirito di artista. Questo appassionato organizzatore, questo assertore del principio di solidarietà, era anche pieno di ardimento, era un ribelle”

## Il processo
Il giorno successivo all'omicidio di Comasco Comaschi iniziarono subito le indagini da parte della Questura di Pisa e dei Carabinieri di Cascina che arrivarono ad arrestare un gruppo di fascisti di cui sette vennero fermati nei giorni immediatamente successivi l'omicidio. Gli imputati vennero però assolti tra il 20 marzo e l'11 luglio e l'8 novembre del 1922 in quanto la Corte di Appello di Lucca dichiarò di non dover procedere per insufficienza di prove, con la formula “non luogo a procedere”. La scelta della Corte evidenziò, ancora una volta, quanto le istituzioni politiche e statali fossero dedite e asservite al movimento fascista. I presunti attentatori, comunque, risultano essere stati: Italiano e Giuseppe Casarosa, Gaetano Diodati, Dante Bertelli, Pilade Damiani, Giovanni Barontini, Orfeo Gabriellini, Vasco Paoletti, Francesco del Seppia e Arturo Masoni.
Costoro negarono il loro coinvolgimento nell'accaduto e dimostrarono l'estraneità all'omicidio, perché ognuno di loro possedeva un alibi preciso e non attaccabile confermato da svariati testimoni che sottoposti ad interrogatorio confermarono i fatti. In base ad alcune successive indagini emersero alcuni testimoni dell'omicidio, ma nessun verbale è stato redatto perché nessuno di loro ebbe coraggio di denunciare gli esecutori per paura di ritorsioni e violenze.
Il fratello di Comasco, Vasco Comaschi, nella sua deposizione processuale dichiarò infatti “Per quanto sia sempre mia convinzione che autori dell'omicidio di mio fratello siano state le persone arrestate, ad eccezione del Masoni Arturo, che mi assicurano non avervi preso parte, tuttavia non sono in grado di fornire altre prove in proposito, perché ritengo che tutte le persone che potrebbero deporre a carico dei detti arrestati si tacciono per paura di rappresaglie”.

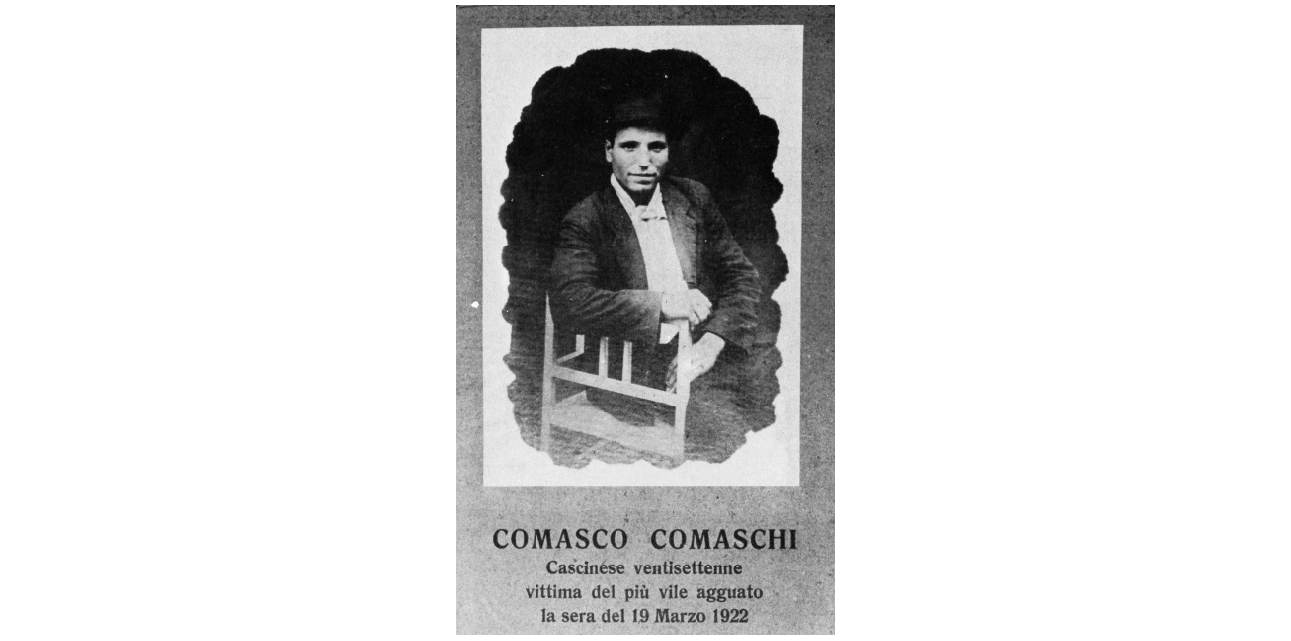
Cartolina Commemorativa

Vasco Comaschi era anche a conoscenza degli episodi antecedenti l'omicidio, ossia delle minacce che i fascisti avevano mosso al fratello qualche tempo prima e per questo non aveva alcun dubbio: l'omicidio era stato, secondo lui, commesso dai fascisti. Ma le prove per avvalorare questa tesi erano poco fondate e non circostanziate.
“Il maresciallo Frullini, della stazione carabinieri di Cascina, condusse indagini circa alcuni indizi risultanti da una lettera anonima pervenuta a Pinori Giulio, fratello uterino dell'ucciso” in virtù di alcune voci che giravano in paese: ma i risultati ebbero sempre esito negativo.
Su richiesta di Vasco Comaschi furono eseguiti degli interrogatori di confronto tra le deposizioni di Vasco e i presunti autori dell'omicidio, ma anche in questo caso non si approdò a nessun risultato. A seguito del fallimento delle indagini, in data 15 maggio, vennero quindi scarcerati Giovanni Barontini, Casarosa Giuseppe e Italiano, Vasco Paoletti e Francesco Del Seppia per insufficienza di prove a loro carico. Il processo continuò solo nei confronti di Damiani, Gabriellini e Diodati ma, non avendo ottenuto alcuna prova concreta sulla loro colpevolezza, anche quest'ultimo procedimento venne sciolto e in data 11 luglio i tre imputati vennero definitivamente scarcerati.

### La confessione

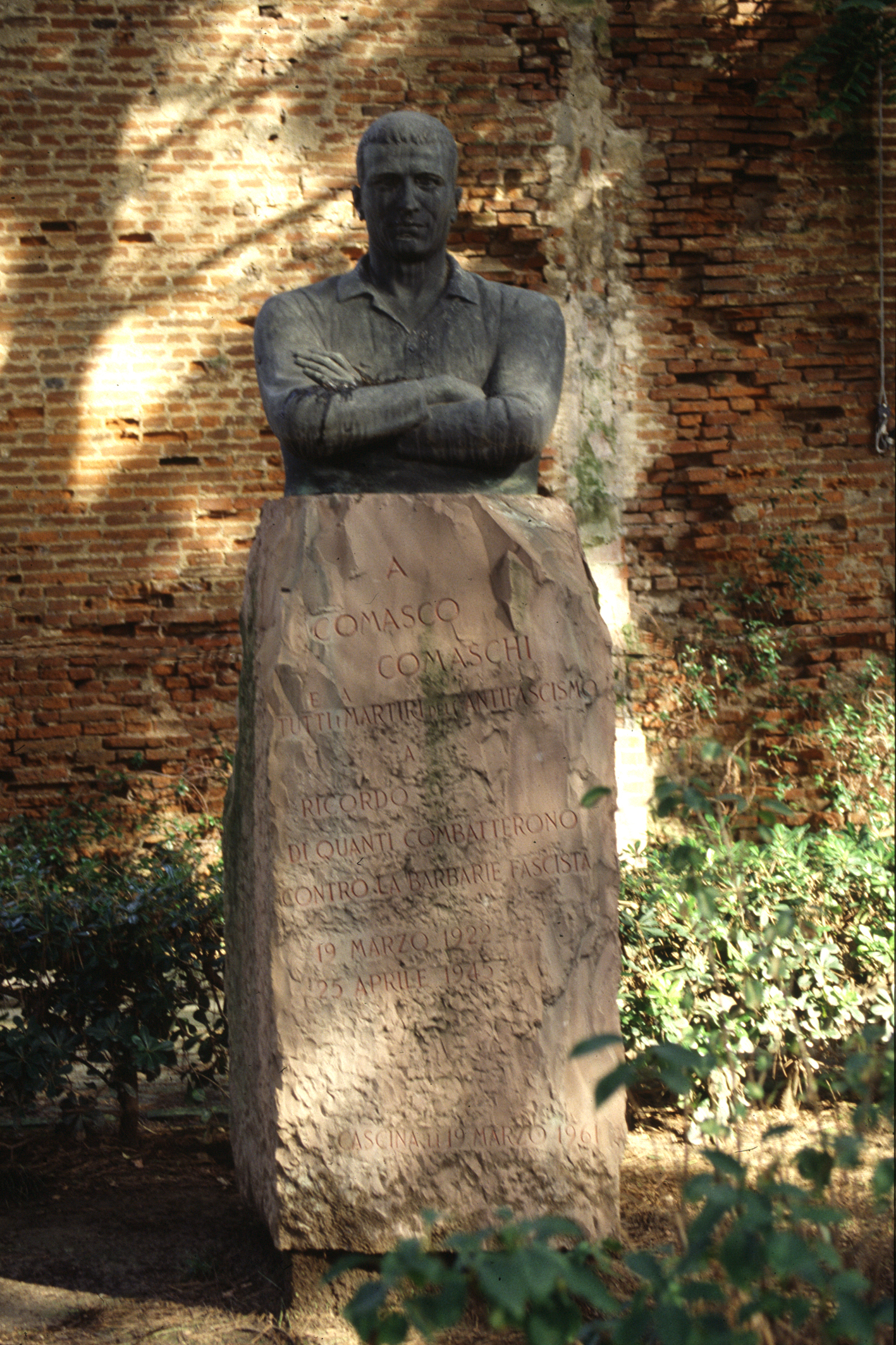
Cippo commemorativo in onore di Comasco Comaschi

La questione dell'omicidio di Comaschi si riaprì molti anni dopo, alla fine della seconda guerra mondiale, più precisamente il 10 marzo del 1945 quando, intorno alle ore 19, Orfeo Gabriellini, appena rientrato a Cascina da Brescia (dove aveva preso parte all'ex G.N.R. e prestato servizio a Malarno, fino alla liberazione di Bologna) venne percosso dalla folla lungo il Corso Vittorio Emanuele perché sospettato di essere responsabile dell'omicidio di Comaschi. Il maresciallo Mascolo Adolfo, allora comandante della Stazione di Cascina, sottrasse Orfeo Gabriellini alla furia popolare e lo trattenne in caserma, dove il fascista confessò di aver partecipato all'uccisione di Comasco Comaschi e di aver dato a quest'ultimo una bastonata nel gennaio del 1922.
In seguito a questa confessione e alla conseguente nuova denuncia da parte di Vasco Comaschi, nel marzo del 1945, fu riaperta dalla Corte una nuova istruttoria.
Alla fine del processo Orfeo Gabriellini, Dante Bertelli (che fino ad allora non era mai stato citato nell'elenco degli imputati), Pilade Damiani, Gaetano Diodati, Italiano e Antonio Casarosa e Felloni Giuliano vennero condannati.

## Monumento
L'omicidio di Comaschi è rimasto fortemente impresso nella memoria pubblica dei cittadini di Cascina perché intriso di forte significato storico e ideologico. Proprio per questo motivo il giorno 19 marzo del 1961 venne collocato, nella centrale Piazza dei Caduti per la Libertà, un cippo commemorativo dedicato a Comasco Comaschi, realizzato dallo scultore Francesco Morelli, in occasione dell'anniversario della Liberazione, quando furono inaugurati i “Sentieri della libertà e della Resistenza” con i quali l'attuale comune pisano ha voluto ricordare le vittime, i luoghi e le persone che si sono opposte al fascismo, sacrificando la propria vita e permettendo di raggiungere, a piccoli passi, la libertà e la democrazia.
Il viale antistante è stato intitolato alla memoria di Comaschi.

### Fonti primarie
- Corte di Assise di Pisa, Processo contro Gabriellini Orfeo ed altri imputati di omicidio in persona di Comaschi, 1922-1945.
- Alessandro Marianelli, Documenti e testimonianze del P.C.I in provincia di Pisa, 1981, Pisa.

### Fonti bibliografiche
- Renzo Vanni, Fascismo e antifascismo in provincia di Pisa dal 1920 al 1944, Pisa, Giardini, 1967.
- Maurizio Antonioli, Giampietro Berti, Santi Fedele e Pasquale Juso, Dizionario biografico degli anarchici italiani, Volume primo: A-G, Pisa, BFS Edizioni, 2003, ISBN 88-86389-86-8.